# Proceso liga

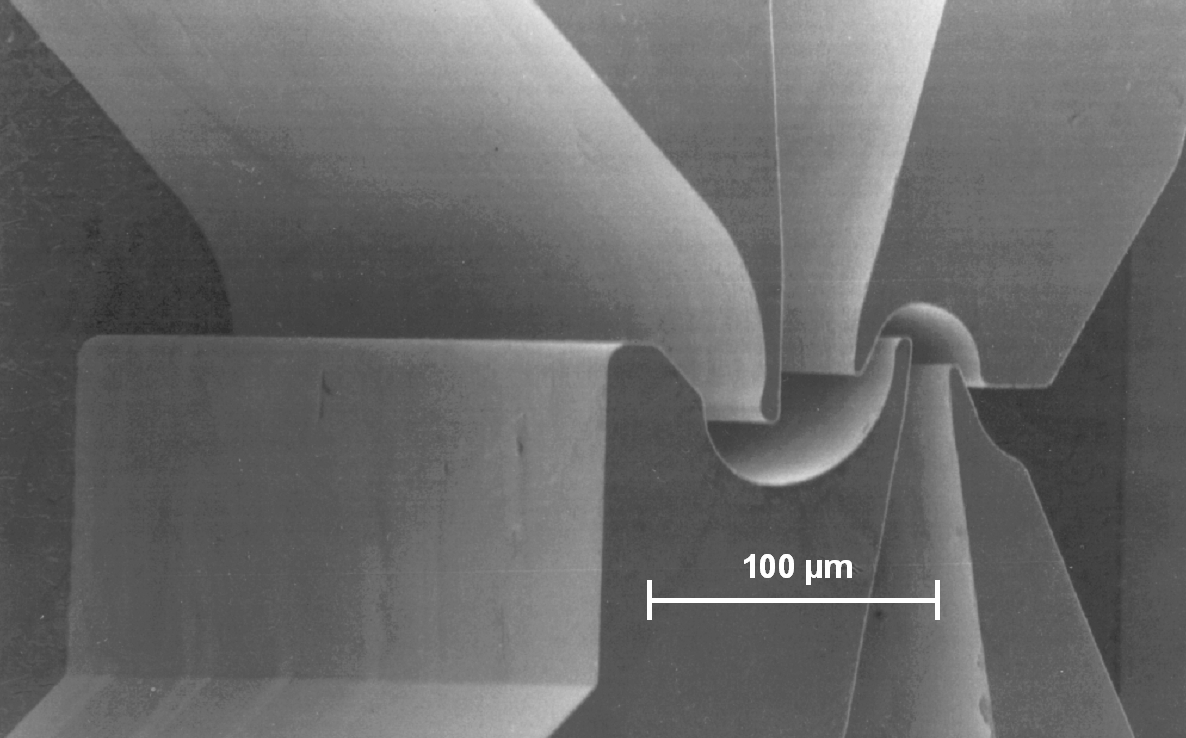
El proceso X-ray LIGA lo desarrollo la Forschungszentrum Karlsruhe, Alemania, para producir toberas para enriquecer uranio.

El proceso LIGA es un proceso utilizado para la fabricación de microsistemas, desarrollado hacia fines de los años 1970 en Kernforschungszentrum Karlsruhe (KfK). Este proceso originalmente se desarrolló en los cuadros de trabajo sobre la separación de los isótopos de uranio.
La sigla "LIGA" proviene del alemán. Es una abreviación para "Röntgenlithographie, Galvanoformung, Abformung", que representan las diferentes etapas de este proceso:
- La litografía de rayos X: a partir de una primera máscara realizada con la ayuda de un cañón de electrones, el patrón en dos dimensiones de las microestructuras es duplicado por litografía de rayos X sobre una capa de polímero fotosensible. El espesor y el material de la máscara como el tamaño de las microestructuras determinan el espesor máximo de la capa de polímero. El patrón es a continuación revelado para poder pasar a la etapa siguiente.
- La galvanización por electro deposición: el metal es depositado sobre las microestructuras reveladas precedentemente, sobre todo el espesor de la capa de polímero remanente. La estructura así obtenida sirve directamente a la formación en la etapa siguiente si el espesor es lo suficiente para la aplicación prevista (el metal depositado es entonces el níquel u otras aleaciones de níquel, las cuales presentan una buena conductividad y las cualidades requeridas para una electrodeposición de calidad, como así buenas propiedades mecánicas para el conformado), o son utilizadas en tanto que la máscara para repetir la primera etapa de litografía de rayos X, a fin de obtener estructuras más gruesas (el metal depositado entonces es el oro, que presenta excelentes cualidades electrónicas para la electrodeposición así como una alta absorción de rayos X).
- El conformado: después de la disolución del polímero remanente alrededor del cual se ha desarrollado la galvanización, el bloque de metal es preparado para servir de herramienta de formación. Se pueden entonces fabricar en serie microestructuras en polímero por formación (en matrices, estampado o moldeado por inyección).

Este procedimiento permite fabricar microestructuras relativamente gruesas (hasta 1 mm de espesor) en series pequeñas o medianas.
Se puede explotar no solamente con el silicio, pero también y sobre todo con muchos materiales para realizar microestructuras 3D como metales, cerámicos, y también de los vidrios y polímeros lo que amplía considerablemente el campo de aplicación de los MEMS.
En este método el material constitutivo de la microestructura va a ser depositado solamente sobre las zonas donde se construirá. A continuación el molde se disuelve químicamente. Se utilizan algunos polímeros fotosensibles para la realización de los moldes según un método fotolitográfico clásico (pero invertido puesto que el polímero desempeña el papel fotorresistivo negativo).

## Aplicaciones
- Micromotores
- Microactuadores electroestáticos o electromagnéticos
- Microcaptadores de aceleración
- Microcaptadores de distancia
- Microespectrómetros

## Links internos
- MEMS